# Альтфатер Дмитро Васильович
Дмитро́ Васи́льович Альтфа́тер (23 травня 1874, м. Санкт-Петербург — 15 жовтня 1931, Целле, Німеччина) — російський і український офіцер німецького походження. Начальник артилерії корпусу Дієвої армії Української Народної Республіки.

## Життєпис
Дмитро Альтфатер народився 23 травня 1874 року у Санкт-Петербурзі. У 1894 році закінчив Михайлівське артилерійське училище, вийшов підпоручиком до 23-ї артилерійської бригади, незабаром перевівся до 1-ї артилерійської бригади (м. Смоленськ). У 1910 році закінчив Михайлівську артилерійську академію.
У складі 1-ї бригади брав участь у Першій світовій війні. З 1916 року — командир 5-ї батареї, 1-ї батареї та 2-го дивізіону 36-ї артилерійської бригади. З березня 1917 року — генерал-майор, начальник Гвардії 1-ї артилерійської бригади, згодом — інспектор артилерії 39-го армійського корпусу. За Першу світову війну був нагороджений орденом Святого Георгія IV ступеня (30 грудня 1915 року) та Георгіївською зброєю (25 липня 1915 року).
З 7 вересня 1918 року — на службі в Армії Української Держави: начальник 1-ї важкої гарматної бригади. З 23 лютого 1919 року — начальник артилерії 1-го Волинського кадрового корпусу Дієвої армії УНР. З квітня 1919 року — в інспекції артилерії Холмської групи Дієвої армії УНР.
16 травня 1919 року у Луцьку потрапив до польського полону, там зголосився добровольцем на службу до Західної добровольча армії князя Бермонта-Авалова, був інспектором артилерії цієї армії.
З 1920 року мешкав на еміграції у Німеччині у місті Целле.